# Ремез китайський
Ремез китайський (Remiz consobrinus) — вид горобцеподібних птахів родини ремезових (Remizidae).

## Поширення
Вид мозаїчно поширений в Китаї, Кореї, Японії та Далекому Сході Росії.

## Опис
Дрібний птах, завдовжки 11 см. Верхня частина тіла коричнева, нижня сіра. У самців під час репродуктивного періоду є сіра верхівка голови та чорна лицьова маска, що окаймлена білим. У самиць та самців у позашлюбному оперенні відсутня сіра верхівка, а лицьова маска стає коричневою.

## Спосіб життя
Трапляється на полях, вологих луках, заболочених місцях з наявністю нечисленних дерев та чагарників. Живиться, переважно, комахами, взимку насінням.